# Eduard Vopelius
Carl Georg Eduard Vopelius (* 24. Oktober 1838 in Sulzbach/Saar; † 13. Januar 1871 ebenda) war ein deutscher Alaun- und Glasfabrikant.

## Leben

### Herkunft und Familie
Eduard Vopelius entstammte der Familie Vopelius, die gegen Ende des 18. Jahrhunderts die Glasherstellung als Industriezweig in das Saarland brachte. Er war der Sohn des Glasfabrikanten Johann Ludwig Vopelius (1800–1846) und dessen Ehefrau Dorothea Margaretha Caroline Retzer (1816–1885).
Seine Schwester Alwine Caroline (1837–1918) war mit dem Industriellen Carl Röchling verheiratet und seine Brüder Ludwig Wilhelm (1842–1914) und Georg Richard (1843–1911) waren später Industrielle in der Glasindustrie.

### Unternehmerisches Wirken
1865 gründete Eduard in unmittelbarer Nähe des Mellinschachtes (Steinkohlebergwerk) eine Glashütte, die von Beginn an für die Herstellung von Tafelglas bestimmt war. Nach fünfjährigem Betrieb war die Firma auf 200 Beschäftigte angewachsen. Damit hatten die drei von der Familie betriebenen Glashütten mehr Beschäftigte als das Unternehmen Villeroy & Boch, in dem zu dieser Zeit 270 Arbeiter tätig waren.
Als Eduard 1871 starb, ging der Betrieb auf seine Brüder Louis und Richard über.